# Patrick Beurard-Valdoye
 (juillet 2021).
Si vous disposez d'ouvrages ou d'articles de référence ou si vous connaissez des sites web de qualité traitant du thème abordé ici, merci de compléter l'article en donnant les références utiles à sa vérifiabilité et en les liant à la section « Notes et références ».

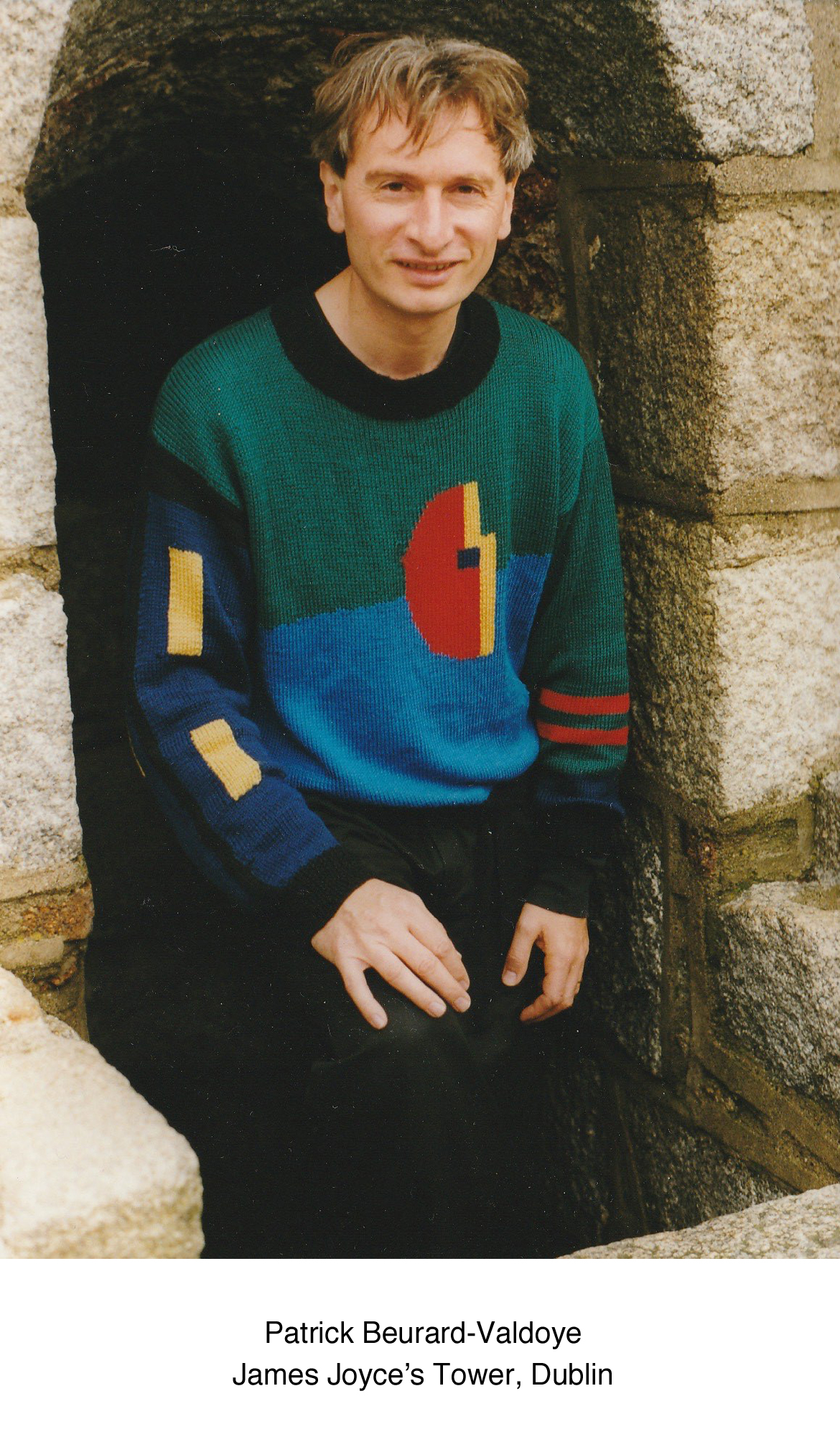
Patrick Beurard-Valdoye

Patrick Beurard-Valdoye, né dans le Territoire de Belfort en 1955, est un poète français. Il vit à Paris.
Son œuvre poétique a pour centre de gravité le « cycle des exil », actuellement constitué de sept livres publiés. Ces prestations, faisant écho à celles de poètes comme Kurt Schwitters, Ghérasim Luca, ou encore Oskar Pastior et Bernard Heidsieck, ont donné lieu à des enregistrements.

## Biographie
L’acte de naissance reconnu à plusieurs reprises par Patrick Beurard-Valdoye correspond à un séjour effectué en Irlande, dans la ville de Cork en août 1974, à la sortie d’une crise d’adolescence. Il prend dans ce pays la décision de consacrer sa vie à l’écriture poétique. 

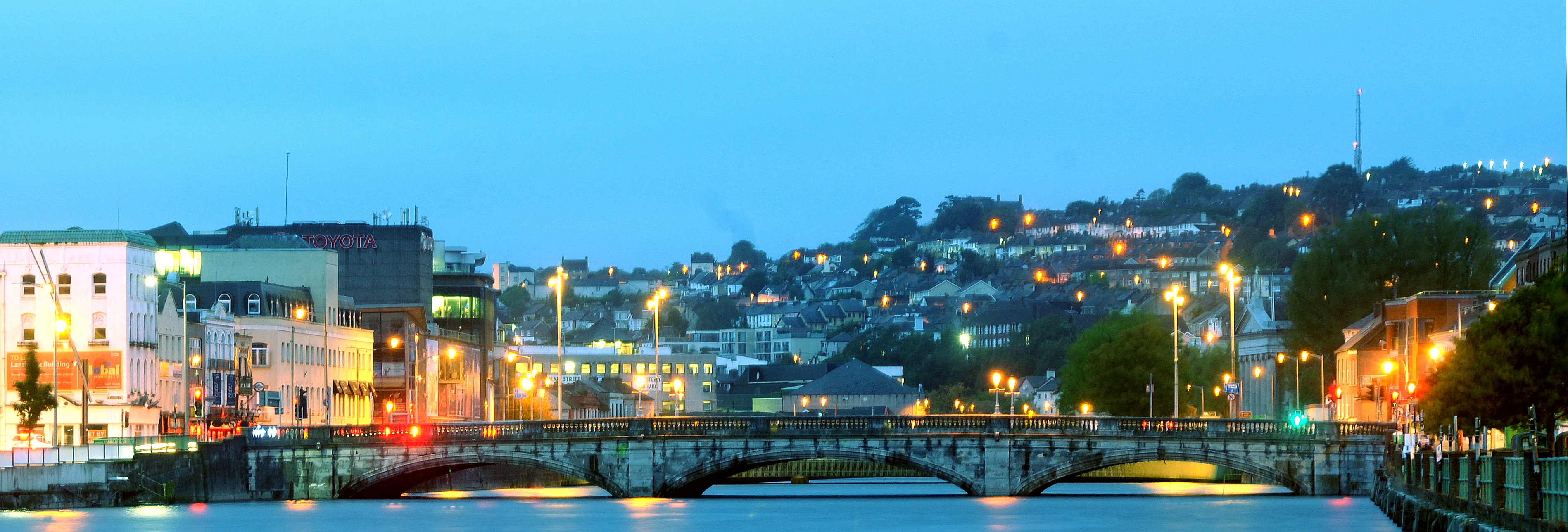
St.Patrick's bridge, Cork.

D’une enfance passée dans le territoire de Belfort, Beurard-Valdoye conserve une attention particulière à la langue et à la culture germaniques, ainsi qu’aux dialectes et variations linguistiques locales, porteuses d’histoire et de sens ; une sensibilité linguistico-géographique, omniprésente dans son écriture, souvent portée et « signalée » par les cours d’eau et leur nom.
Belfort, c’est aussi la proximité avec la Suisse. De récurrents séjours à Bâle le familiarisent, durant l’adolescence, avec les collections du Kunstmuseum (Bâle), notamment l’art pictural de la Renaissance et l’art moderne international. D’autre part, la découverte, à quinze ans, de la Chapelle Notre-Dame-du-Haut de Ronchamp, création de Le Corbusier, constitue l’un des premiers chocs esthétiques, nourrissant un intérêt majeur porté aux formes artistiques modernes et contemporaines.
Au cours des années 1970, il entreprend des études universitaires à Strasbourg, ville dans laquelle il découvre Dada avec passion à partir des œuvres de Hans Arp et Sophie Taeuber-Arp. Il y entreprend également une lecture approfondie des Romantiques allemands, Novalis en premier lieu, et découvre par l’intermédiaire des travaux de Jean-Luc Nancy et Philippe Lacoue-Labarthe, la revue des frères Schlegel, l’Athenäum.
En 1980, à Lyon, il co-fonde une revue semestrielle d’arts et de littératures (poésies, arts plastiques, musiques) intitulée Cahiers de leçons de choses. La publication des Cahiers cessera en 1987. Conjointement, Beurard-Valdoye publie régulièrement des articles critiques dans la revue Opus international, écrit des textes de catalogues et assure le commissariat d’expositions, dont plusieurs sont consacrées à des artistes allemands d’après-guerre. Il crée en outre la Revue parlée de l’ELAC (Espace Lyonnais d’Art Contemporain), active entre 1983 et 1988, puis, toujours à Lyon, fonde en 1989 « l’Écrit-Parade » ; des manifestations poétiques seront organisées sous l’égide de cette structure jusqu’en 2000.
Autre jalon fondamental : 1982, Berlin. Durant ce long séjour, il rencontre plusieurs artistes dont Joseph Beuys. D’autre part, naît dans la ville allemande le désir de suivre à la trace les évolutions et déformations lexicales, frottements linguistiques franco-germanophones témoins d’influences réciproques, au gré des circonstances historiques. Ainsi, dans Allemandes (publié en 1985), ouvrage initial du « Cycle des exils » entrepris à Berlin, Beurard-Valdoye interroge-t-il les conséquences historiques, culturelles et linguistiques des persécutions subies aux XVIIe et XVIIIe siècles par les protestants français exilés en Prusse.
Patrick Beurard-Valdoye enseigne en tant que poète à l’École nationale supérieure des beaux-arts de Lyon. Il y a co-fondé le programme de recherche et de création « Station d’arts poétiques », mené initialement avec l’École normale supérieure de Lyon.

## Œuvre poétique
La démarche de Beurard-Valdoye peut être évoquée dans son ensemble par les termes d’ « arts poétiques » (et non pas « art poétique », qui renvoie aux écrits d’Horace, Boileau et autres), locution descriptive de pratiques plurielles et cohérentes fondées sur le travail de la matière « langue ». Cette démarche entend se soustraire aux distinctions génériques et formelles usuelles.
Le « projet » majeur que mène Beurard-Valdoye depuis le début des années 1980, le « cycle des exils », est à ce jour composé des sept ouvrages suivants : Allemandes (1985), Diaire (2000), Mossa (2002), La Fugue inachevée (2004), Le Narré des îles Schwitters (2007), Gadjo-Migrandt (2013) et Flache d’Europe aimants garde-fous (2019).
Au cœur de ce cycle, les tensions et les lignes de fuite entre l’enfermement, l’exil, la parole et l’écriture. Les livres de Beurard-Valdoye racontent ces exils et ces enfermements. Chaque volume est composé à partir d’un ou plusieurs nœuds historiques que le poète traite par l’invention de formes singulières adéquates. Les nombreuses persécutions subies par des groupes humains ou des individus, pour des raisons dogmatiques de nature politique, culturelle, idéologique, religieuse ou ethnique constituent les problématiques géo-historique, philosophique et morale du projet.
Allemandes est ainsi composé à partir des conséquences des persécutions subies par les huguenots aux XVIIe et XVIIIe siècles. Dans Diaire, c’est la figure de Jeanne d'Arc (personne et représentation collective, y compris cinématographique) qui constitue le centre de gravité. Beurard-Valdoye creuse à rebours (il est important de le noter) les motifs et la trajectoire johannique, interrogeant par là même, la perspective épique. Exils, migration, épopée sont trois termes-clés pour comprendre le cycle qui se construit.
La composition très précise de Mossa suit quant à elle le cours de la Meuse, rythmé par ses affluents, depuis la source située en France, jusqu’à son estuaire hollandais. En contraste avec cette structure géo-graphique suivie, le traitement de l’histoire n’est, comme dans les précédents volumes du cycle, nullement linéaire. Louise Michel (née à Vroncourt, tout près du cours de la Meuse), grande figure de la Commune de Paris (1871) déportée en Nouvelle-Calédonie en 1873 côtoie par exemple Khiomara (ou Chiomara), Gauloise qui fera, grâce à son courage et son intelligence, trancher la tête du centurion qui l’avait prise en otage et violée. Plutarque en fait la relation dans ses  Œuvres morales (« Vertu des femmes »). Leur fera écho Madame de Saint-Baslemont, « l’Amazone chrétienne », figure héroïque de la Guerre de Trente Ans. Beurard-Valdoye privilégie les confluences signifiantes entre événements chronologiquement distincts et la composition polyphonique, mettant en crise les versions autorisées de l’histoire. Le poème, le « narré », procède par un entrelacement (tel celui du rhapsode) non discriminant de références aux histoires dites quotidiennes, anecdotiques et à celle officiellement pourvue d’une majuscule.
La « fugue », forme en mouvement du poème, est notamment celle des prisonniers de la « Grande guerre », y compris les prisonniers allemands retenus dans des camps, en France (ce qui fut longtemps l’une des pages blanches de l’historiographie française) ;  mais aussi, en contrepoints, celle de Friedrich Hölderlin, celle d Arthur Rimbaud, de Paul Celan, d’Henry Dunant, fondateur de la Croix-Rouge, et celle de Gudrun Ensslin, membre de la Fraction armée rouge ; tous ces noms s’entrecroisent dans le livre comme les protagonistes se « croisèrent » en Allemagne, à Stuttgart ou dans le lieu d’enfermement voisin que fut la forteresse d'Hohenasperg.
Dans Le narré des îles Schwitters, Beurard-Valdoye prend pour point de départ la trajectoire des exils de Kurt Schwitters, poète, peintre, assembleur et créateur de l’art MERZ. D’Allemagne aux îles norvégiennes, espace fertile pour la création de Schwitters, puis au camp Hutchinson pour prisonniers allemands, situé sur l’île de Man, dans lequel il sera interné de juillet 1940 à décembre 1941 (un comble, pour lui — et d’autres —, opposant au régime Nazi, et considéré dès 1933 comme un « artiste dégénéré »). Libéré, Schwitters part vivre en Angleterre, où il entreprend mais n’achève pas son troisième et ultime Merzbau, œuvre d’assemblage art-chitectural. Des deux premiers, l’un à Hanovre, l’autre en Norvège, il ne reste rien. Ce que fait Beurard-Valdoye de cette disparition, motrice de sa propre création, peut être considéré comme paradigmatique de sa poétique : il s’agit en effet de « réinventer « quelque chose » dans le champ des arts poétiques » décidant à la fois « de franchir l’interdit, [d’]outrepasser les usages et les méthodes scientifiques » qui, faut-il le rappeler, sont aussi les siens (chacun des volumes du Cycle des exils a requis plusieurs années de recherche) et de les mettre à l’épreuve : jusqu’à quel point, se demande-t-il, pouvais-je « inventer », en absence d’informations, de preuves (de traces)? ».
Gadjo-Migrandt, volume suivant du cycle, est en partie consacré à la conception mobile, migrante, qu’ont de la vie les tsiganes, conception dont Beurard-Valdoye se sent proche . Une autre partie de Gadjo-Migrandt est consacrée à l’exil américain d’artistes et intellectuels allemands et d’autres pays européens, à partir de 1933, et aux nouvelles formes et pratiques nées de ces rencontres, avec pour jalons ces lieux de formation, de recherche et de création que furent le Bauhaus et le Black Mountain College. Le compositeur juif et communiste allemand Stefan Wolpe (il quitte l’Allemagne en 1933 pour l’Autriche puis la Palestine avant d’émigrer aux États-Unis en 1938) est l’un des artistes suivis dans ce livre. Autre artiste d’Europe centrale en exil américain, László Moholy-Nagy est une figure majeure de Gadjo-Migrandt.
Flache d’Europe aimants garde-fous est le septième volume du cycle. Trois axes principaux convergent : l'Europe perçue depuis Chypre (partie intitulée Le clitoris de l'Europe) ;  le poète Jean-Paul de Dadelsen, impliqué dans la construction de la Confédération européenne, aux côtés de Jean Monet et Denis de Rougemont ; l'hydrothérapie des « blessés de la tête » du haut Moyen Âge jusqu'au XIXe siècle, dans un village de l'ancien évêché de Bâle et Besançon, associé à un pèlerinage et — selon l'imaginaire de Michel Foucault — à la nef des fous (Histoire de la folie à l'ère classique).
La poésie de Beurard-Valdoye, narrative, travaille les notions d’histoire, de fiction, d’épopée, de vérité et de vraisemblance. L’enquête et la documentation en constitue le premier temps : épuiser les archives et la littérature, scientifique ou non, relative au projet donné ; se rendre sur les lieux et rencontrer les éventuels protagonistes et témoins pour recueillir leurs paroles ; se montrer attentif aux « rencontres », croisements et coïncidences survenus dans un espace donné. Ensuite, il s’agit de trouver la juste forme d’écriture, équilibrant la cohérence et l’hétérogénéité (des sources, des tons, des points de vue, des vérités).
Outre les sept ouvrages composant à ce jour le « cycle des exils », Beurard-Valdoye est l’auteur d’une quinzaine de livres de poèmes, dont le rapport avec ceux du cycle est souvent sensible : on y retrouve ainsi la poétique de l’histoire (européenne) et le renouvellement de la question épique, qui est aussi celle de la poésie dans l’espace et dans la langue publics (voir par exemple Le Secret des limbes intercepté (2003), Itinerrance, sites cités citains (2004), L’Europe en capsaille (2006), Notre étrange prison (2007)). On retrouve également l’attention à la nomination et aux formes lexicales rares, en langues « étrangères » et dialectales, ou considérées comme désuètes par les dictionnaires, dont le poète fait un usage corrélatif à un important travail d’invention lexicale : cette mosaïque idiomatique, à la fois mémoire et prospection, renouvellement, constitue la trame des relations qui se jouent dans le poème entre les noms (propres ), les lieux (propres), et l’histoire toujours en mouvement (voir notamment Le Cours des choses, 26 Poèmes-fleuve vers un EuropA.B.C (1989), Couleurre (1993), Théorie des noms (2006).
Ouvrant le poème au fonds mythologique, Le Messager d’Aphrodite (2009) cherche à tisser ensemble les mouvements du désir, des corps et des paroles. Le mythe et le maintenant sont conjoints : Aphrodite, figure de paroles (le muthos, le récit), suscite un désir, une sensualité, bien présents, et le poème qui en naît — syntaxe et prosodie inédites — renouvelle Aphrodite.

## Travaux critiques, essais sur les arts plastiques, commissariat d'exposition
Un article de l’historienne de l’art Isabelle Ewig, publié dans la revue Il Particolare, étudie les rapports entre la critique d’art et l’écriture poétique de Patrick Beurard-Valdoye, la seconde ayant dans les années 1990 pris le pas sur la première.
Patrick Beurard (à noter : l’abandon de la critique discursive au profit de l’écriture poétique s’accompagnera d’un changement onomastique : Beurard-Valdoye) a consacré plusieurs articles et essais, publiés notamment dans des catalogues d’exposition et dans la revue Opus International, à des artistes contemporains : le plasticien et poète lettriste François Dufrêne, Joseph Beuys, François Daireaux, Anne Deguelle, Hans Haacke, Daniel Spoerri, Dimitry Orlac, Ange Leccia, Christian Boltanski, Claude Lévêque, Michel Verjux, Germain Roesz, Joël Desbouige, etc. En 2011, il a écrit le texte du catalogue de l'exposition parisienne consacrée au peintre américain John Blee.
Isabelle Ewig souligne dans son article une singularité du travail critique de Beurard-Valdoye : « Il a été l’un des rares auteurs français à s’intéresser à l’art allemand d’après la seconde guerre mondiale, en organisant des expositions, dont les catalogues sont devenus incontournables, sur le groupe munichois Zen 49 et sur un de ses membres, Rupprecht Geiger, qui témoignent de sa sensibilité pour l’art construit (…) et pour l’art concret ».
Plusieurs articles consacrés aux arts poétiques ont également paru, notamment dans la revue rimbaldienne Parade sauvage (août 2001 : « Aux Wasserfalls : Rimbe chez les Souabes »), dans Revue Verlaine (no 7-8, 2001 : « Verlaine est arrivé l'autre jour chez Wagner, un pionnier de la Croix Rouge »), dans La Res Poetica (octobre 2007 : « Qui a vraiment enregistré l’intégrale de l’Ursonate ?»), dans L’Etrangère (no 21-22 : « Et il serait interdit de nous dire poètes »), ou régulièrement dans Action Poétique (voir par exemple : « Rimbaud a-t-il lu Hölderlin ? », no 166, 2002).

## Œuvres

### Arts poétiques
- Cycle des exils (I) - Allemandes (MEM / Arte Facts, 1985)
- Le cours des choses, 26 poèmes-fleuves pour un EuropA.B.C., dessins de Pierre Alechinsky (MEM / Arte Facts, 1989)
- Etriente (La main courante, 1990)
- Couleurre (éditions du Limon, 1993)
- Vanité que de l'écrire, gravures de germain Roesz (Lieux-dits, 1994)
- Les noms perdus, des sources aux pertes de la Meuse, dessins d'Isabelle Vorle (La main courante, 1996)
- Les noms propres des couleurs (Tarabuste, 1996)
- "Le verbe de Luca", dossier Ghérasim Luca (revue JAVA, numéro 15, 1996)
- Lire page région (Tarabuste, 1998)
- N'imite jamais le cri du héron, interventions plastiques d'Isabelle Vorle (rencontres, 1998)
- Cycle des exils (II) - Diaire (Al Dante, 2000)
- Cycle des exils (III) - Mossa (Léo Scheer / Al Dante, 2002)
- Le secret des limbes intercepté (Carnets de Montagne froide, 2003)
- Der Sprachenhausierer (Ithaka verlag, 2003)
- Cycle des exils (IV) - La fugue inachevée (Léo Scheer / Al Dante, 2004)
- Itinerrance, sites cités citains (Obsidiane, 2004)
- Théorie des noms (Textuel, coll. « l'œil du poète », 2006)
- L'Europe en capsaille (Maison de la poésie de Rennes / Al Dante, 2006)
- Cycle des exils (V) - Le narré des îles Schwitters (New Al Dante, 2007)
- Notre étrange prison (L'arbre à paroles, coll. « Résidences », 2007)
- L'asconaute dans l'atelier de la nature, in Art is Arp (Musée d'Art moderne et contemporain de Strasbourg, 2008)
- Le messager d'Aphrodite (Obsidiane, 2009)
- Kurt Schwitters et les arts poétiques (traductions inédites, revue Action poétique, numéro 202, 2010, avec Isabelle Ewig)
- Cycle des exils (VI) - Gadjo-Migrandt (Flammarion, 2014)
- Le vocaluscrit, Lanskine, 2017
- Cycle des exils (VII) - Flache d’Europe aimants garde-fous, Flammarion 2019
- Le purgatoire irlandé d'Artaud, Au coin de la rue de l'enfer, 2020, dessins Jean-François Demeure

### Essais sur les arts plastiques
- Rupprecht Geiger, singulièrement la couleur (Hôtel de arts, fondation Rothschild de Paris, 1992)
- Joseph Beuys et Rudolf Steiner (dossier, revue Opus International, numéro 132, 1993)
- Du trou de mémoire à la trouée météorologique, typologie de l'intermédiaire (éditions du Limon, bilingue F / D, 1996)
- Comment commémorer autrement, direction d'ouvrage (ENSBA Lyon, 2001)
- François Dufrêne, l'autre face du Nouveau-Réalisme, Ouestampage (Musée de Brest, 2005)
- François Daireaux et le propre des choses (Lienart éditions, 2009)
- I dance into you (catalogue John Blee, Jane Roberts Fine Arts, 2011)